# Hyencourt-le-Grand
Hyencourt-le-Grand est une ancienne commune française située dans le département de la Somme, en région Hauts-de-France.
À partir du 1er janvier 2017, Hyencourt-le-Grand est devenue une commune déléguée au sein de la commune nouvelle d'Hypercourt avec Omiécourt, et Pertain. Le chef-lieu de la commune nouvelle est fixé à Pertain.

## Géographie
Hyencourt-le-Grand est un village du Santerre (Somme) d'environ 80 habitants, situé à cinq kilomètres d'Hyencourt-le-Petit et 45 km d'Amiens.

## Toponymie
Le nom de la localité est attesté sous les formes Hildulficurtis en 1050 ; Hiencurt en 1135 ; Hiencourt en 1147 ; Hiencort-le-Grand en 1215 ; Hiencort en 1230 ; Hyencort en 1230 ; Hyencort-le-Grant en 1230 ; Yencourt en 1240 ; Hyencourt-le-Grant en 1296 ; Hiencourt-le-Grand en 1567 ; Ynaucourt en 1579 ; Hyancourt ; Hyencourt-le-Grand en 1648 ; Grand Hiencourt en 1733 ; Hiancourt-le-Grand en 1757 ; Hyancourt-le-Grand entre 1828 et 1850.

## Histoire
On trouve des références à Hyencourt-le-Grand jusqu'au Moyen Âge, où un château se serait érigé. La seule trace qu'il en reste aujourd'hui est la chapelle Saint-Léger, reconstruite après la guerre et restaurée en 2005 par un artiste et un artisan locaux, avec une statue de saint Léger.
Dans le sous-sol du village restent des vestiges d'un hôpital de guerre souterrain datant de la Première Guerre mondiale. Ensevelis, il n'en reste que les plans et, parfois, un effondrement de terrain localisé témoigne de leur présence.
La commune est décorée de la Croix de guerre 1914-1918 le 27 octobre 1920.

## Politique et administration

### Rattachements administratifs et électoraux
Hyencourt-le-Grand se trouve dans l'arrondissement de Péronne du département de la Somme. Pour l'élection des députés, elle fait partie depuis 1958 de la cinquième circonscription de la Somme.
Il faisait partie du canton de Chaulnes. Dans le cadre du redécoupage cantonal de 2014 en France, la commune est intégrée au canton de Ham.

### Intercommunalité
La commune était adhérente de la communauté de communes de Haute-Picardie créée en 1994 sous le nom de Communauté de communes de Chaulnes et environs, et qui a pris sa dénomination de Communauté de communes de Haute-Picardie en 1999.
Le 1er janvier 2017, en même temps que Hyencourt-le-Grand fusionne avec ses voisines pour former Hypercourt, la communauté de communes de Haute-Picardie fusionne avec celle du Santerre pour former la communauté de communes Terre de Picardie.

### Liste des maires
| Période                                  | Période       | Identité            | Étiquette | Qualité |
| ---------------------------------------- | ------------- | ------------------- | --------- | ------- |
| Les données manquantes sont à compléter. |               |                     |           |         |
| avant 1995                               | 2014          | Jean-Claude Walbrou |           |         |
| 2014                                     | décembre 2016 | Christian Lebrun    |           |         |

| Période      | Période                   | Identité         | Étiquette | Qualité                                                                   |
| ------------ | ------------------------- | ---------------- | --------- | ------------------------------------------------------------------------- |
| janvier 2017 | En cours (au 25 mai 2020) | Christian Lebrun |           | Maire d'Hypercourt (2017 → ) Réélu maire délégué pour le mandat 2020-2026 |

## Démographie
L'évolution du nombre d'habitants est connue à travers les recensements de la population effectués dans la commune depuis 1793. À partir du 1er janvier 2009, les populations légales des communes sont publiées annuellement dans le cadre d'un recensement qui repose désormais sur une collecte d'information annuelle, concernant successivement tous les territoires communaux au cours d'une période de cinq ans. 
Pour les communes de moins de 10 000 habitants, une enquête de recensement portant sur toute la population est réalisée tous les cinq ans, les populations légales des années intermédiaires étant quant à elles estimées par interpolation ou extrapolation. Pour la commune, le premier recensement exhaustif entrant dans le cadre du nouveau dispositif a été réalisé en 2007,.
En 2014, la commune comptait 74 habitants, en évolution de −18,68 % par rapport à 2009 (Somme : +0,33 %, France hors Mayotte : +2,49 %).
| 1793 | 1800 | 1806 | 1821 | 1831 | 1836 | 1841 | 1846 | 1851 |
| ---- | ---- | ---- | ---- | ---- | ---- | ---- | ---- | ---- |
| 166  | 206  | 194  | 192  | 200  | 180  | 180  | 180  | 186  |

| 1856 | 1861 | 1866 | 1872 | 1876 | 1881 | 1886 | 1891 | 1896 |
| ---- | ---- | ---- | ---- | ---- | ---- | ---- | ---- | ---- |
| 193  | 179  | 162  | 135  | 123  | 128  | 109  | 111  | 94   |

| 1901 | 1906 | 1911 | 1921 | 1926 | 1931 | 1936 | 1946 | 1954 |
| ---- | ---- | ---- | ---- | ---- | ---- | ---- | ---- | ---- |
| 103  | 117  | 107  | 129  | 115  | 110  | 111  | 108  | 101  |

| 1962 | 1968 | 1975 | 1982 | 1990 | 1999 | 2007 | 2011 | 2014 |
| ---- | ---- | ---- | ---- | ---- | ---- | ---- | ---- | ---- |
| 99   | 93   | 94   | 93   | 78   | 81   | 88   | 82   | 74   |

## Culture locale et patrimoine

### Lieux et monuments
- L'église Saint-Léger[15].
- Le monument aux morts.

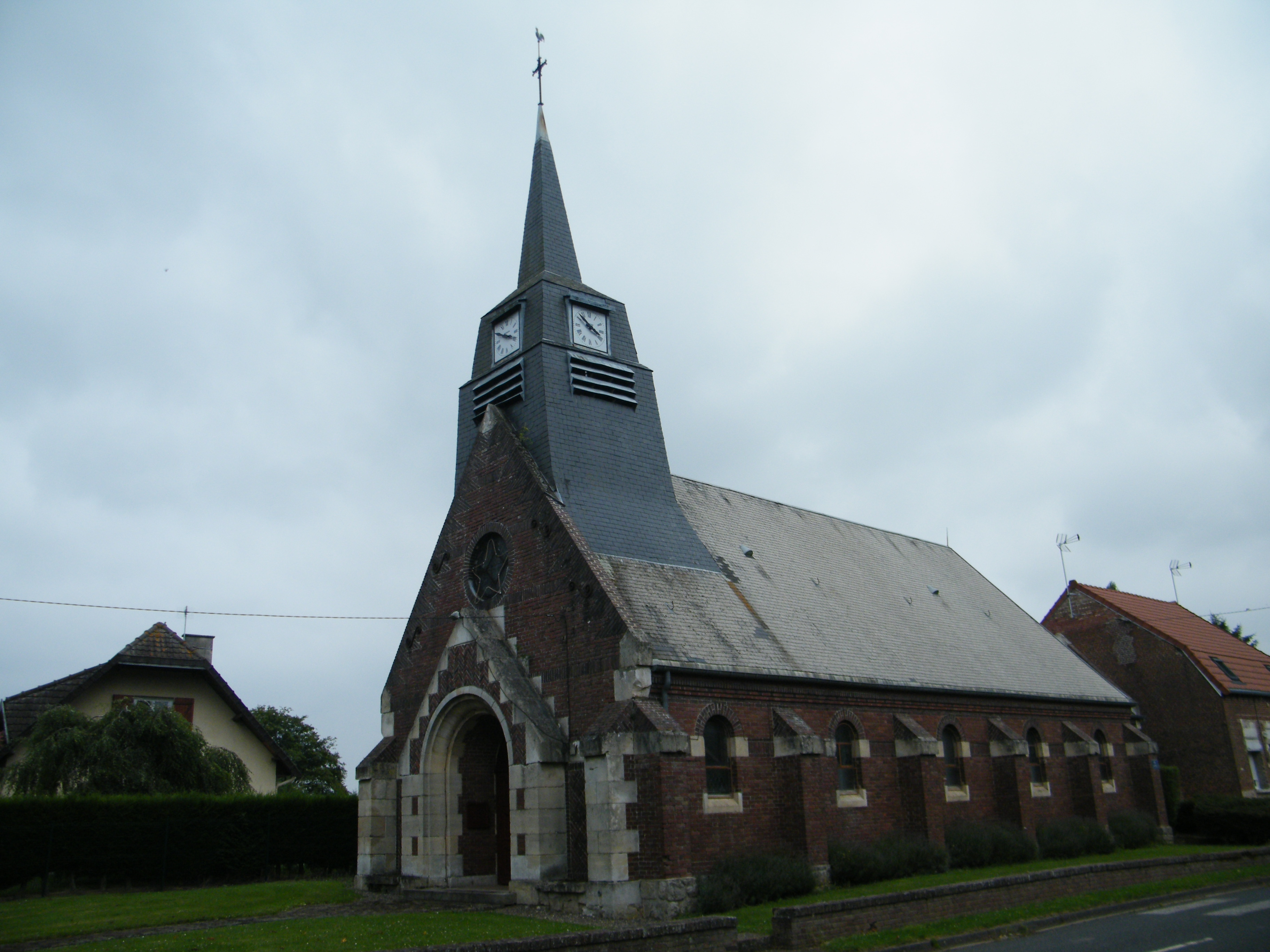
L'église Saint-Léger.
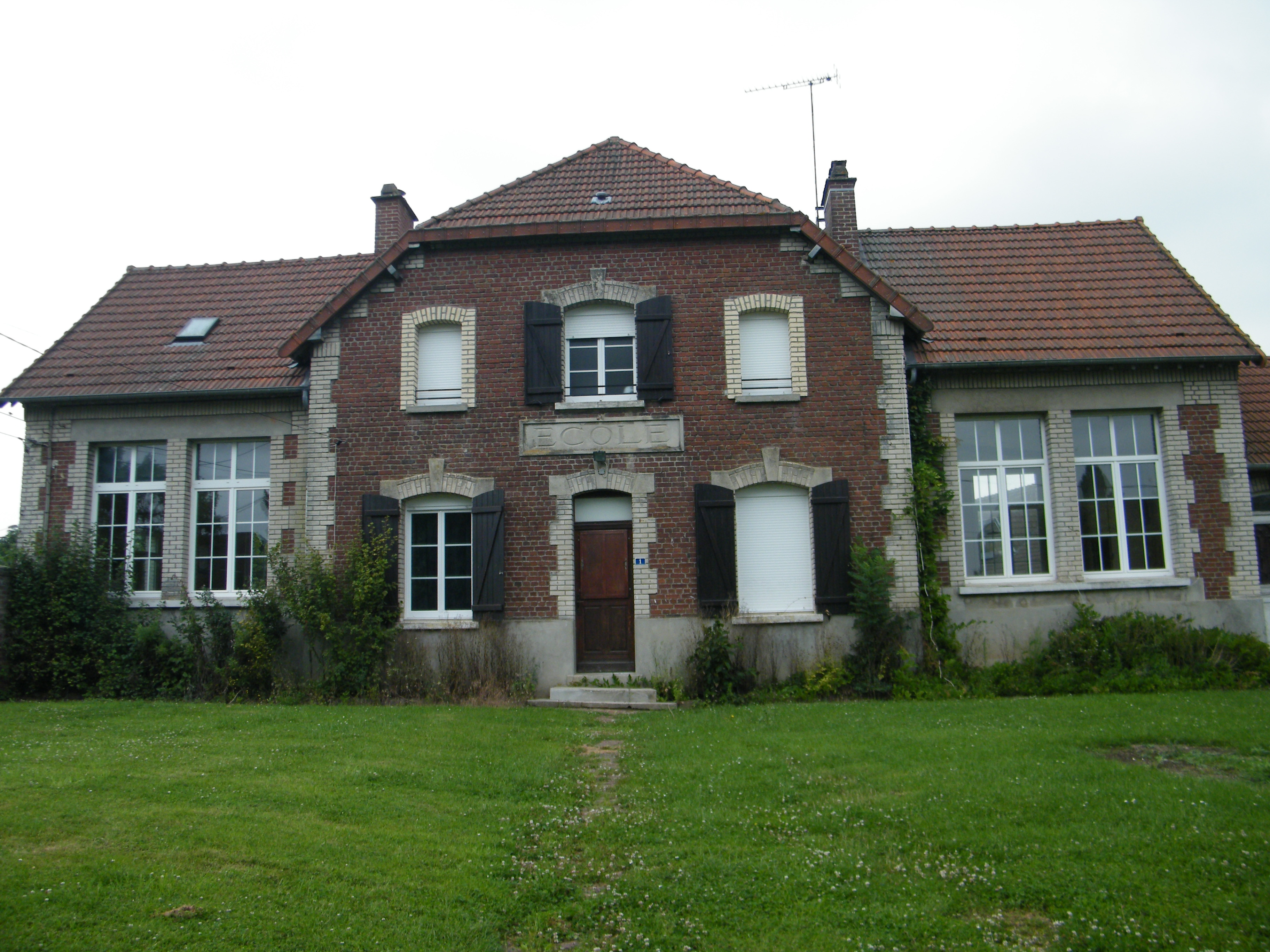
L'école.